# Estany de les Truites
L'Estany de les Truites est un lac d'Andorre situé dans la paroisse de La Massana.

## Toponymie
Estany est un terme omniprésent dans la toponymie andorrane, désignant en catalan un « étang », et issu du latin stagnum (« étendue d'eau »).
Truites a le même sens en catalan qu'en français (« truites »). Le lac devrait son nom à la présence dans ses eaux de truites fario[réf. nécessaire].

## Géographie

### Topographie et géologie
Le lac se trouve dans le massif du pic de Coma Pedrosa (parc naturel des vallées du Coma Pedrosa), à une altitude de 2 263 mètres. L'estany de les Truites est surplombé par le pic dels Aspres (2 561 m) et le pic del Port Vell (2 653 m).
L'estany de les Truites est situé sur la chaîne axiale primaire des Pyrénées formée de roches du Paléozoïque. Les roches y sint essentiellement de roches de nature métamorphique avec le schiste au premier plan.
| \| Estany de les Truites \|                                |                                                     |
| Estany de les Truites sur la carte géologique de l'Andorre | Pic dels Aspres surplombant l'estany de les Truites |
| Estany de les Truites                                      |                                                     |

### Hydrographie
D'une superficie de 1,3 ha, le lac déverse ses eaux dans le Riu de Coma Pedrosa qui appartient au bassin versant de la Valira del Nord.
| \| Estany de les Truites \|                                                               |                     |
| Position de l'Estany de les Truites sur la carte des bassins hydrographiques de l'Andorre | Riu de Coma Pedrosa |
| Estany de les Truites                                                                     |                     |

## Randonnée
Le lac est accessible à pied depuis le village d'Arinsal en suivant le GR 11 espagnol (ou le GRP). Le refuge de Coma Pedrosa, gardé en été et d'une capacité d'accueil de 49 personnes est situé sur les rives du lac.

## Galerie

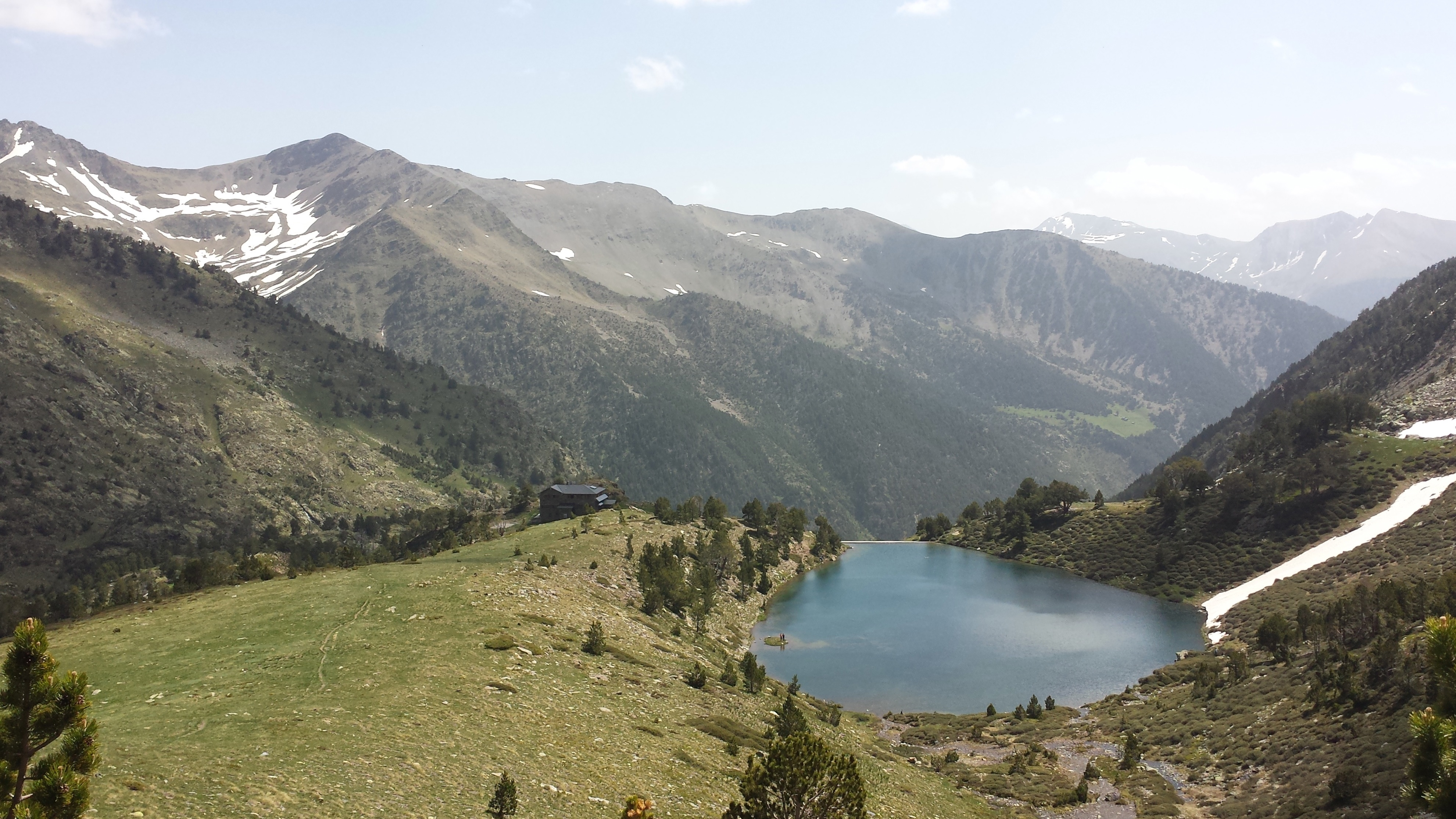
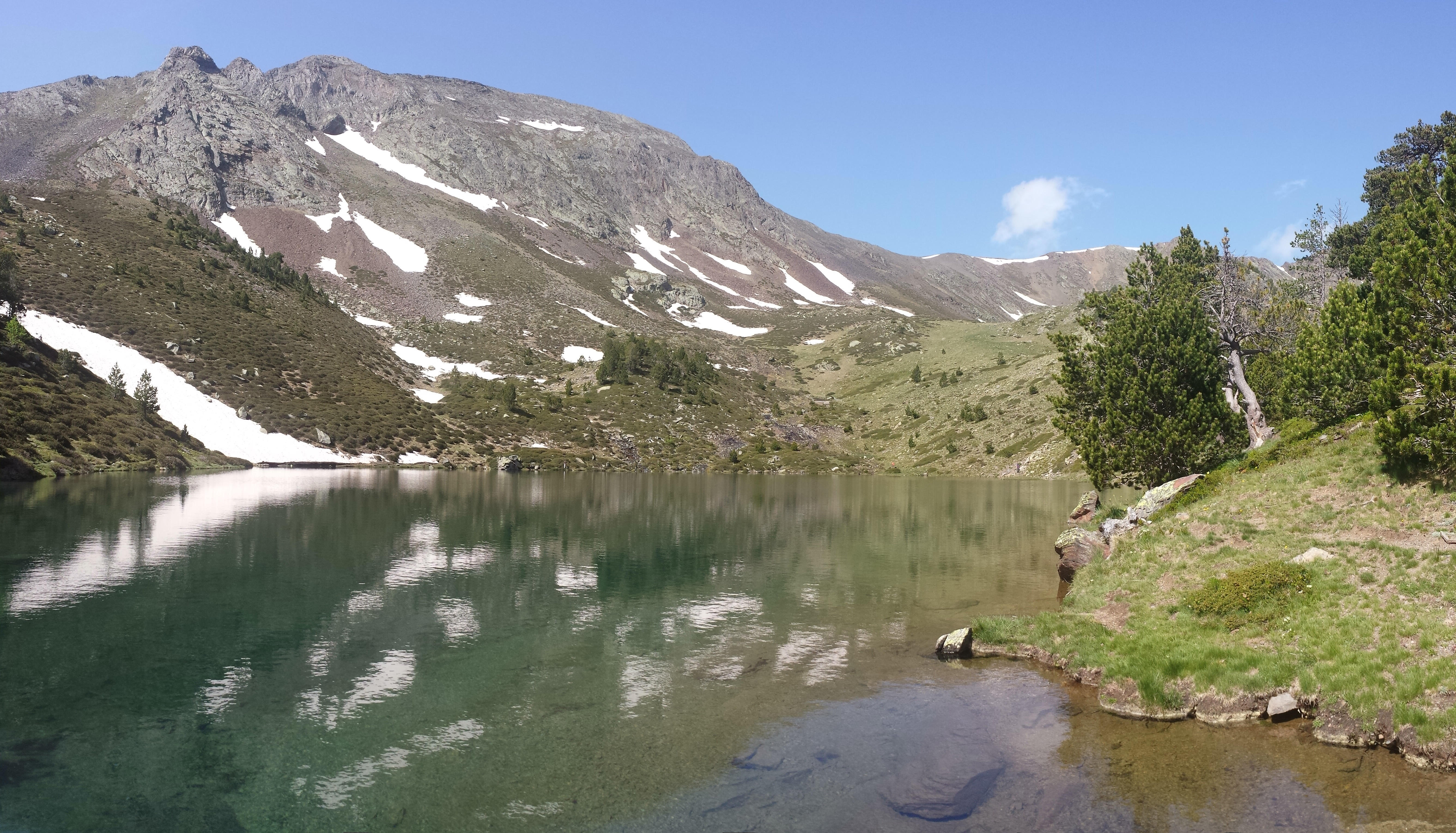
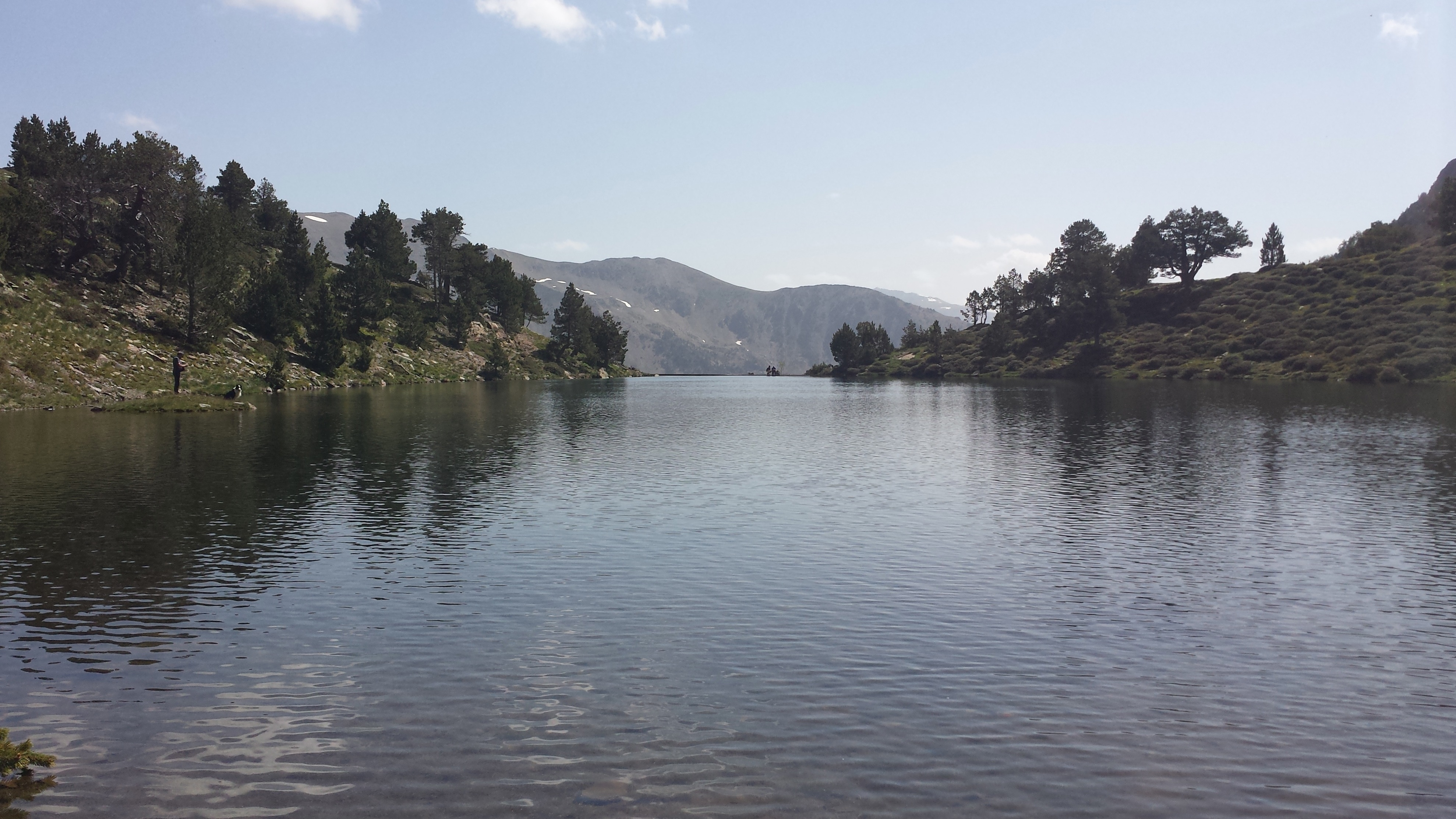